# Морёная древесина
Морёная древесина (англ. bog-wood, варианты — bogwood, bog wood, дословно «болотная древесина») — материал из деревьев, которые в течение многих лет (сотен и даже тысяч) были погребены в торфяных болотах и сохранялись от разложения в анаэробной среде с высокой кислотностью. Также известна как abonos (ископаемая древесина) или, среди курильщиков трубок, как морта(морёный дуб).
Дубильные вещества, растворенные в кислой воде с низким pH, обычно окрашивают древесину в коричневый, а затем и в чёрный цвет.
Это редкий вид древесины, который «сопоставим с некоторыми из самых дорогих тропических лиственных пород». Морёная древесина представляет собой раннюю стадию окаменения, которая продлившись миллионы лет приведёт к образованию гагата, бурого угля и каменного угля. Такая древесина может быть получена из любых видов деревьев, растущих вблизи или на болотах, включая дуб (Quercus), сосну (Pinus), тис (Taxus), болотный кипарис (Taxodium) и каури (Agathis).
Морёную древесину часто помещали в уборочные туры (каирны), скопления камней, которые собирали с полей, чтобы очистить пахотные земли.
Наибольшее распространение в производстве, культуре и других сферах получил морёный дуб (лат. Quercus pedunculta Ehrh, международное коммерческое наименование — Bog oak).

## Процесс и особенности формирования
Морёная древесина образуется из стволов деревьев, которые пролежали в болотах или при схожих условиях в озерах или на дне рек на протяжении веков и тысячелетий. Лишенная кислорода и защищённая от гниения, древесина подвергается процессу окаменения.
Кора и древесина дуба содержат большое количество дубильных веществ, они же танниды (танины). В ядре дуба содержание таннидов — 6%-11%, в коре — от 5% до 16%. Эти вещества легко растворяются в воде и также легко окисляются. При соединении с солями железа дубильные вещества меняют окраску от золотисто-коричневой до тёмно-синей, степень окраса зависит как раз от количества оксидов железа.
На формирование морёной древесины влияют течение воды, глубина, состав грунта. Течение связывает минералы и железо, содержащиеся в воде, с дубильными веществами в древесине, глубина и грунт обеспечивают анаэробный эффект, защищающий от гниения. Содержание песка в грунте влияет на рисунок поверхности дерева, обеспечивая различный уровень шлифовки дерева. В результате многовекового процесса, часто называемого «созреванием», древесина не только приобретает чёрный цвет, но и становится твёрдым, словно металл, так что её можно резать только специальным инструментом. Хотя время, необходимое для морения дуба и других деревьев, варьируется, полное «созревание» обычно длится тысячи лет.
На текстуру и плотность влияет вид дерева. Только дубов в мире более 600 видов, каждый со своими индивидуальными отличиями, которые проявляются и при морении. Также важны возраст дерева, попавшего в воду, наличие или отсутствия заболеваний, червоточин и прочих повреждений. Эти свойства особенно сказываются на состоянии дерева при разбухании. Разбухание морёного дуба обусловлено коллоидной природой древесинного вещества (класс ограниченно набухающих гелей), оно достаточно велико, но при этом неоднородно.
Среди основных факторов, влияющих на разбухание — количество поглощённой связанной воды, плотность древесины, её анатомическое строение, морфология клеточных стенок, температура, величина влажностных напряжений. Кроме того, различные химические компоненты древесины с неодинаковой способностью к разбуханию локализованы в различных морфологических элементах клеточной стенки. Подобные неоднородности приводят к повреждению структуры, также как повышенное содержание влаги (свыше 115%).
При таком уровне влажности физико-механические свойства древесины морёного дуба изменяются в худшую сторону, приближаясь к свойствам ольхи или осины, так как происходит разрушение древесины на клеточном уровне, уплотнение и заполнение образованных пустот влагой.
Из-за неоднородности не менее важна и правильная сушка. Влажная древесина пластична, высушенная — более твёрдая и одновременно хрупкая. При усушке, которая у морёного дуба в 1,5-2 раза больше, чем у обычного дерева, происходит коллапс (сморщивание) клеток с уменьшенной толщиной стенок, легко может произойти разрушение (растрескивание) материала Нарушения температурного и влажностного режимов делают материал непригодным для дальнейшего использования.

## Добыча
Места с высококачественной морёной древесиной в мире встречаются редко. В местах, подходящих для появления, её трудно найти: доступ к берегам рек, озёр, болот и их дну чаще всего затруднен. Для извлечения морёной древесины нужны тщательные исследования, а для подъему необходимо привлекать профессиональных водолазов и спецтехнику. При этом дальнейшую перевозку и сушку также нужно проводить квалифицированно, чтобы не испортить поднятый материал, без правильной обработки солнечный свет и воздух губительны для дерева.
В Англии и Ирландии встречаются три основных вида морёной древесины: тис, дуб и сосна.
В Ирландии на раскопках торфяников в 1960 году обнаружили морёные дубы возрастом от 4000 до 7000 лет, по данным радиоуглеродного анализа.
Запасы древнего дерева также встречаются в России, на Украине и в Беларуси, в регионах с климатом, благоприятным для роста дуба. Например, в Мордовии, в поймах рек Мокши и Суры.
Для промышленной добычи мордовского морёного дуба в СССР в 1947 году была учреждена Республиканская контора по добыче морёного дуба. Но процесс добычи и обработки всего через год, в 1948 году, признали нерентабельным и контору упразднили.
В Хорватии обычно встречается в долине реки Сава и её притоков. Возраст морёной древесины, найденной в хорватских реках, варьируется от нескольких сотен лет в южных реках до самой древней, найденной до сих пор, из реки Крапина, возраст которой составляет 8290 лет.
В Сербии морёная древесина возрастом более 8000 лет встречается в долинах рек Дунай, Сава и их притоков, главным образом в провинции Воеводина.

## Эстетика
Морёная древесина характеризуется естественной окраской и вариациями цвета, а также направлением колец роста. Хорошо сохранившаяся морёная древесина не подвержена влиянию погодных условий или организмов, которые могли бы изменить её прочность и внешний вид.
Полусухая морёная древесина иногда имеет золотистый или медный цвет или различные коричневые оттенки и отличается исключительной твердостью. Бледно-янтарный цвет морёного дуба свидетельствует о возрасте морения в 400–500 лет. Старая древесина может быть абсолютно черной, обладая богатыми вариациями оттенков, характерными для «живой» древесины. Для достижения черного цвета с фиолетовым отливом и серебристыми прожилками дуб должен находиться во влажной среде без доступа кислорода около 800 лет.

## Использование
Поскольку морёная древесина не разлагается в течение тысяч лет, её используют в дендрохронологии, позволяя получить данные о возрасте гораздо большем, чем у живых деревьев. Деревянные артефакты, потерянные или погребённые в болотах, сохраняются в виде морёной древесины и имеют важное значение для археологии.
Необработанная морёная древесина иногда имеет эстетически интересные формы (ветки, коряги) и может использоваться в качестве украшений. По мере высыхания морёная древесина может растрескиваться или расслаиваться, но это не всегда снижает ее эстетические качества. Благодаря своему естественному цвету это дерево традиционно используется для дирков (bìodagan) и скин-ду в Шотландском нагорье.
Она также часто используется в аквариумах как декоративное украшение, обеспечивая укрытия для рыб и поверхность для роста таких растений, как «папоротник Явы» (Leptochilus pteropus). Выщелачивание органических соединений (танинов) в воду приводит к её окраске в коричневый цвет.
Основные направления использования морёной древесины —- изготовления мебели, элементов декора, резьбы по дереву.
По легендам рыцари Короля Артура собирались за Круглым столом, сделанным из морёного дуба.
Со второй половины XII века до XV–XVI веков в наиболее богатых домах Англии, Германии, Богемии (Чехии) была очень распространена мебель и интерьеры, выполненные из морёного дуба и украшенные плоскорельефной и ажурной резьбой. Из-за ограниченного количества доступного морёного дуба только небольшое количество мастеров имело доступ к материалу и умело с ним работать. Таких признанных мастеров называли «чернодеревщиками» и только позже, когда в XVIII веке появилось большое количество американской красной древесины, на которую мастера переключились из-за недостатка морёного дерева, «чернодеревщика» превратились в «краснодеревщиков».
В 1713 году из морёного дуба и позолоченного серебра английским мастером Клаузеном был изготовлен Императорский трон для Петра I. Сам император подарил своей жене Екатерине в 1712 году шкатулку из такой же древесины, а заинтересовался морёным дубом еще раньше, повелев в начале царствования «…древесину сию вылавливать, и строгий учет стволам весть…».
Стюарт Яков I захотел себе трон из мореного дуба, «…дабы его целебные свойства способствовали праведному правлению…», и английский парламент сделал ему такой подарок после официальной коронации.
В XIX веке морёный дуб использовался для изготовления резных декоративных изделий, таких как ювелирные украшения, а в некоторых частях мира он до сих пор используется для изготовления уникальных артефактов. Морёный дуб ценили в эпоху Тюдоров за его тёмный оттенок, и активно использовали при строительстве венецианских дворцов и спальни Людовика XIV.
Морёный дуб использовался в отделке Дворца съездов, Эрмитажа, Дворце Юсуповых, дворце-театре графа Шереметьева.
Также одно из применений морёного дерева —изготовление табачных трубок. Это идеальный материал благодаря высокому (до 12%) содержанию минералов, что делает морёную древесину устойчивой к горению. Поскольку подземные течения стирают все следы танина, смолы и других подобных компонентов в морёной древесине, трубки, изготовленные из древнего дерева, обеспечивают нейтральный вкус при курении табака. Из-за сложностей, связанных с добычей и обработкой, сегодня существует относительно небольшое число мастеров, изготавливающих трубки из морёного дерева.
Помимо трубок, морёное дерево традиционно использовалось для изготовления декоративных предметов и предметов повседневного использования. Его также использовали в качестве древесины для изготовления элитных гитар. Сегодня современные технологии сушки позволяют сохранять большие доски морёного дуба, которые подходят для изготовления напольных покрытий, мебели, дверей, оконных рам и скульптур.